# Gunnel Channel
Der Gunnel Channel (englisch für Relingkanal, in Chile Paso Gunnel) ist eine 800 m breite und 11 km lange Meerenge im südlichen Teil der Hanusse-Bucht. Er trennt die Hansen-Insel von der Westküste des Grahamlands im Norden der Antarktischen Halbinsel.
Aus der Luft entdeckt und grob kartiert wurde der Kanal 1936 bei der British Graham Land Expedition (1934–1937) unter der Leitung des australischen Polarforschers John Rymill. Der Falkland Islands Dependencies Survey nahm 1948 eine Vermessung vor Ort vor und benannte ihn. Namensgebend ist der falsche Eindruck, der Kanal sei so eng, dass ein Schiff in ihm nicht navigieren könne, ohne beidseitig die Reling zu zerschrammen.